# メトロ (インドネシア)
メトロ（インドネシア語: Metro、旧名トゥリムージョ）は、インドネシアのスマトラ島のランプン州の都市。面積は68.74km2で人口は15万2428人(2014年推定)。

## 名前の由来
「メトロ」はジャワ語で「友」を表す「ミトゥロ」から来ている。 移住者が共に働けるようこの名が選ばれた。

## 歴史

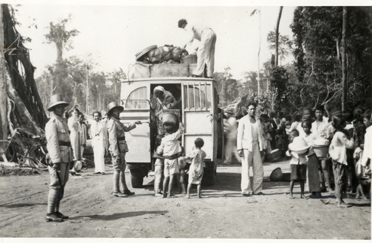
メトロに到着した移住者(1939年)

1936年以前、トゥリムージョはグヌングスギーのオンデー区の一部だった。 孤立した場所で、先住のランプン人の影響は少なかった。
1936年初頭、オランダ領東インド政府がジャワ人移住者をこの地に送り込んだ。 最初の集団は1936年4月4日に到着した。
1937年6月9日、名がトゥリムージョからメトロに改められた。 同年、メトロは「オンデー区」として分離し、ラデン・マス・スダートが最初の区長になった。この頃オランダ植民地政府は道路や病院、警察署を建てた。
1941年までに、モスクや郵便局、大きな市場、旅館が建てられた。電気と電話も通った。 発展に伴い天然の灌漑能力が追い付かなくなった。作物を健康に育てる為に、オランダはイー・スワムを灌漑技師として雇った。スワムは堤防を造り、幅30m×深さ10mの運河をワイ・セカンプン川からメトロに通した。移住者が交代で工事を行った。1937年に始まった工事は1941年に完成した。
1942年に日本がインドネシアを侵略すると、オランダ人職員は全て避難するか逮捕された。 移民問題は「移民係」の下で対処され、 70人のジャワ人移住者が滑走路や壕等の戦略施設を造るのに使役され、抵抗した者は射殺された。 日本軍が収穫物を奪った為、市民は栄養失調になった。病気が激しく流行し多くの死者が出た。
インドネシア独立戦争で、オランダはメトロを再占領しようとした。オランダ兵が初めて到着した時、メトロへの橋がブーシャー少尉率いる26名のインドネシア国軍に破壊されていた為、メトロに入れず、撤退するしか無かった。しかし、翌日大群で戻って来たオランダ兵はテギネネンから攻撃し、メトロに侵入しインドネシア兵を3人殺害した。 オランダ兵は市に入った後、ラデン・スダート少尉率いる41名の兵士に包囲された。スダートの兵をメトロから排除した後、オランダ兵はパレンバンに向かった。インドネシア兵のゲリラ攻撃にもかかわらず、オランダは1949年にメトロを再占領したが、同年降伏した。
戦後、メトロは発展し続けた。1956年には法改正によって市政府による土地所有が進んだ。
1976年、メトロは新設された中央ランプン県の県都となった。

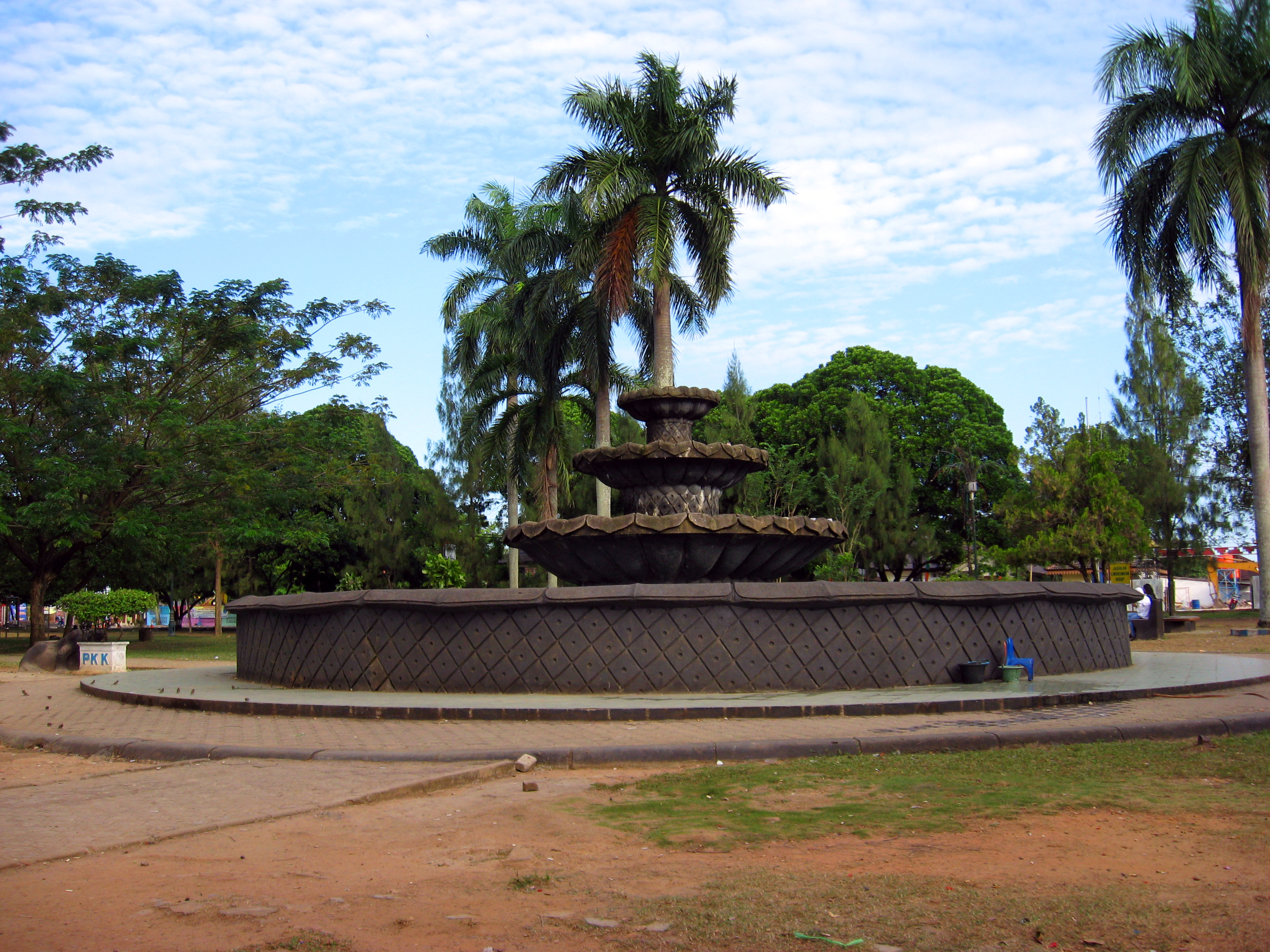
中央広場の噴水

1985年初頭、市政府は経済刺激策を始めた。小売チェーンが導入され、映画館とスタジアムが建てられ、中央広場は公園として整備され、センドゥラワシー市場が改装された。
1986年8月14日、メトロは行政市になった。式典は1987年9月6日に行われた。
1999年4月27日、メトロは自治市になった。 中央ランプン県の県都はグヌンスギーに移った。 メトロ自治市最初の市長はモゼス・ヘーマンで、副市長はルクマン・ハキムだった。 ルクマン・ハキムは現在メトロ市長を務めている。

## 地理と気候
メトロ市の面積は68.74km2で、 建設面積はその内24.57%の16.88km2である。 メトロ市はオランダの都市計画によって造られた。メトロ市公園周辺が経済・政治の中心である。5本の州道と国道がメトロ市を通っている。 北部は住居地区、西部は商業地区、南部は農業地区、東部と南部の一部に教育と他の公共施設が有る。 メトロ市は比較的平坦で、標高は30m〜60mである。 移住当時はこの地域は深い森に覆われており、今でも市周辺部に森が残っている。 メトロ市が自治市になった時にメトロ・ラヤとメトロ・バントゥルの2区が設置されたが、現在では5区まで増えている。 メトロ市の気候は湿気の多い熱帯気候である。平均気温は26℃～28℃で、平均湿度は80〜88%で、平均降水量は年間2,264mm〜2,868mmである。乾季は9月から5月まで続く。

## 経済
2002年、メトロ市には3,360億ルピア(3,730万米ドル/約50.3億円)の予算が有った。 サービス産業が最も大きく、市の歳入の22.94%を占める。 次に小売が大きく19.77%を占める。 2004年には、13の市場と1,881の店、682の食料小売店、沢山の露天商が居た。 3番目は農業で、17.31%を占める。 市の境界周辺には3,342haの水田が有り、約1.7万t収穫出来る。 マンディリ銀行やランプン銀行、ダナモン銀行、エカ銀行、中央アジア銀行、インドネシア・ラキャトゥ銀行、インドネシア国際銀行、インドネシア・ネガラ銀行等多くの銀行がメトロに支店を持つ。

## 健康管理
メトロにはアフマド・ヤニ総合病院、マーディ・ワルヨ病院、メトロ・イスラム病院の3つの病院が有る。2003年には、382人の開業医、13人の専門家、30人の総合開業医、36人の助産婦、121人の看護師、8人の歯科医が居た。また、19の薬局と8の薬屋が有った。

## 教育
メトロには多くの公立・私立の学校が有る。63の小学校、25の中学校(内8校が公立)、2の障害者用中学校、16の高校、15の技術高校が有る。 第3期の教育も10校で行われている。